# 西南鎮區 (伊利諾伊州克勞福德縣)
西南鎮區（英語：Southwest Township）是位於美國伊利諾伊州克勞福德縣的一個行政鎮區。

## 地方資料
根據2010年美國人口普查的數據，西南鎮區的面積為39.20平方千米，當中陸地面積為39.20平方千米，而水域面積為0.00平方千米。當地共有人口95人，而人口密度為每平方千米2.42人。